# テレビ朝日系列スポーツニュース枠
テレビ朝日系列スポーツニュース枠（テレビあさひけいれつスポーツニュースわく）はテレビ朝日をはじめとするANN系列にて毎日深夜に放送しているスポーツニュース番組の総称の一覧。

## 各番組の歴史
ANN発足前の1967年10月から『NET 夜のワイドニュース』に後続する形でスポーツニュース枠が開始される。以降最終版ニュースに付属する形で放送されていた。
1985年10月開始の『ニュースステーション』では番組内にスポーツコーナーを設ける方針から、平日のスポーツニュースは同番組が担うことになる。その後1987年10月には土日のスポーツニュースもニュース枠に吸収・統合される。
1991年に土日最終版ニュースの大型化が図られ、日曜日にスポーツニュース優位の大型番組『スポーツフロンティア』が開始される。以降はニュース・スポーツ統合型の大型報道番組の枠内でスポーツニュースを扱うというケースが続く。
2000年4月改編で『速報!スポーツCUBE』、2001年4月改編で『ベストポジションSPORTS』を開始するものの、いずれも定着せずに1年で終了。2016年度までは特集企画を省いたストレートニュース主体の番組『ANN NEWS&SPORTS』を編成した。このためテレビ朝日系列のスポーツニュース番組には、『追跡LIVE! Sports ウォッチャー』（テレビ東京）のような曜日を通した統一ブランドが存在しない。
2016年4月から、それまで日曜6時30分のアニメーション枠から転換を図り、ローカルセールス枠として、『スポーツサンデー』を始めるも、9か月で終了することになり、この『スポーツサンデー』と日曜未明に放送されていた『TOKYO応援宣言』がこの枠に移動する形で、テレビ朝日系列の日曜日のスポーツニュース番組は整理・統合される。
2017年4月改編により、週末のスポーツニュースは日曜未明の『ANN NEWS&SPORTS』・月曜未明の『GET SPORTS』に替わって『サタデーステーション』・『サンデーステーション』で扱う。2018年4月改編で日曜日のスポーツニュースは『サンデーステーション』が日曜夕方に移動するため、月曜未明の『ANN NEWS&SPORTS』で扱うことになった。
2017年10月より、『サンデーLIVE!!』（テレビ朝日・朝日放送・メ〜テレ共同制作、5:50 - 8:30）開始に伴い、『TOKYO応援宣言』は単独番組としては同年9月で終了し、『サンデーLIVE!!・第2部』（6:20 - 7:00）内の1コーナーに移行される。

## 主な番組

### 平日
- ANNスポーツニュース（第1期）（1967年10月 - 1980年9月）
- ANNニュースファイナル（1980年10月 - 1982年3月） - 最終ニュース枠に内包。
- ANNスポーツニュース（第2期）（1982年4月 - 1985年10月4日）
- ニュースステーション（1985年10月7日 - 2004年3月26日） - 最終ニュース枠に内包。
- 報道ステーション（2004年4月5日 - ）

単独枠
- 速報!TVスタジアム（木曜夜、1983年4月14日 - 1984年3月29日）

### 週末
- ANNスポーツニュース（第1期）（1967年10月 - 1980年9月28日）
- ANNニュースファイナル（1980年10月 - 1982年3月） - 最終ニュース枠に内包。
- ANNスポーツニュース（第2期）（1982年4月 - 1987年9月27日）
- ナイトライン（1987年10月3日 - 1991年4月7日） - 最終ニュース枠に内包。

土曜日
- ニュースフロンティア（1991年4月13日 - 1994年3月26日）
- フロンティア（1994年4月2日 - 1995年9月30日）
- サタデージャングル（1995年10月7日 - 1997年9月27日）
- 検証ドキュメンタリー ザ・スクープ（1997年10月4日 - 2000年3月25日）
- 速報!スポーツCUBE（2000年4月2日 - 2001年4月1日） - 再独立。
- ANN NEWS&SPORTS（第1期）（2001年4月8日 - 2012年9月30日） - 最終ニュース枠と再統合。
- ポータル ANNニュース&スポーツ（2012年10月7日 - 2015年3月29日）
- TOKYO応援宣言（2015年4月5日 - 2016年12月25日）
- ANN NEWS&SPORTS（第2期）（2017年1月8日 - 4月16日）
- サタデーステーション（2017年4月22日 - ）

日曜日
- スポーツフロンティア（1991年4月14日 - 1994年3月27日）
- フロンティア（1994年4月3日 - 1995年10月1日）
- サンデージャングル（1995年10月8日 - 2001年3月25日）
- ベストポジションSPORTS（2001年4月1日 - 2002年3月31日）
- GET SPORTS（2002年4月8日 - 2017年4月17日） - この間に限り、番組途中までがネットワークセールス枠になった。番組そのものは1998年4月6日開始で、2017年4月24日以降も継続中。
- サンデーステーション（第1期、2017年4月23日 - 2018年3月25日） - 2018年4月1日から2020年9月27日までは夕方に放送。
- ANN NEWS&SPORTS（第2期）（2018年4月2日 - 2020年9月28日）
- サンデーステーション（第2期、2020年10月18日 - 2024年9月29日）
- 有働タイムズ（2024年10月6日 - ）

単独枠
- スポーツレーダー（日曜夕方、1982年10月 - 1987年9月） - 『ANNニュース&スポーツ』に統合。
- GET SPORTS（月曜未明、1998年4月6日 - 2002年4月1日・2017年4月24日 - ） - 単独枠としての期間を記載。上述の通り、2002年4月8日 - 2017年4月17日に限り、番組途中までがネットワークセールス枠になった。
- 長島三奈の熱闘!スポーツM18（土曜夕方、1999年4月 - 2000年3月）
- 速報!スポーツLIVE（日曜夜、2009年11月8日 - 2010年5月23日）
- スポーツサンデー（日曜早朝、2016年4月3日 - 12月25日）
- TOKYO応援宣言（日曜早朝、2017年1月8日 - 9月24日）-　かつては『サンデーLIVE!!』（テレビ朝日・朝日放送・メ〜テレ共同制作） に内包、同番組の1コーナーとして放送されていた。